# Walter von Brabeck
Walter von Brabeck (* um 1553; † 7. Dezember 1626) war Dompropst in Paderborn und Domherr in Münster.

## Leben

### Herkunft und Familie
Walter von Brabeck entstammte dem westfälischen Adelsgeschlecht von Brabeck, das seinen Ursprung im Vest Recklinghausen hatte. Er war der Sohn des Wolter von Brabeck und dessen Gemahlin Kiliana von Westhofen zu Letmathe und hatte sechs Geschwister: Engelbert (Domherr 1582–1620), Schonebeck (⚭ Anna von Letmathe, Sohn Johann war Domherr), Jürgen (Drost in Oer), Heinrich (Domherr, 1615–1618), Engelbert (Domherr, 1611–1636) und Westhoff (⚭ Anna Ursula von Landsberg, deren Söhne Ludolf Walter, Jobst Edmund und Johann Ernst Domherren in Münster waren. Der Sohn Engelbert (* 1621) war Domherr in Hildesheim).

### Wirken

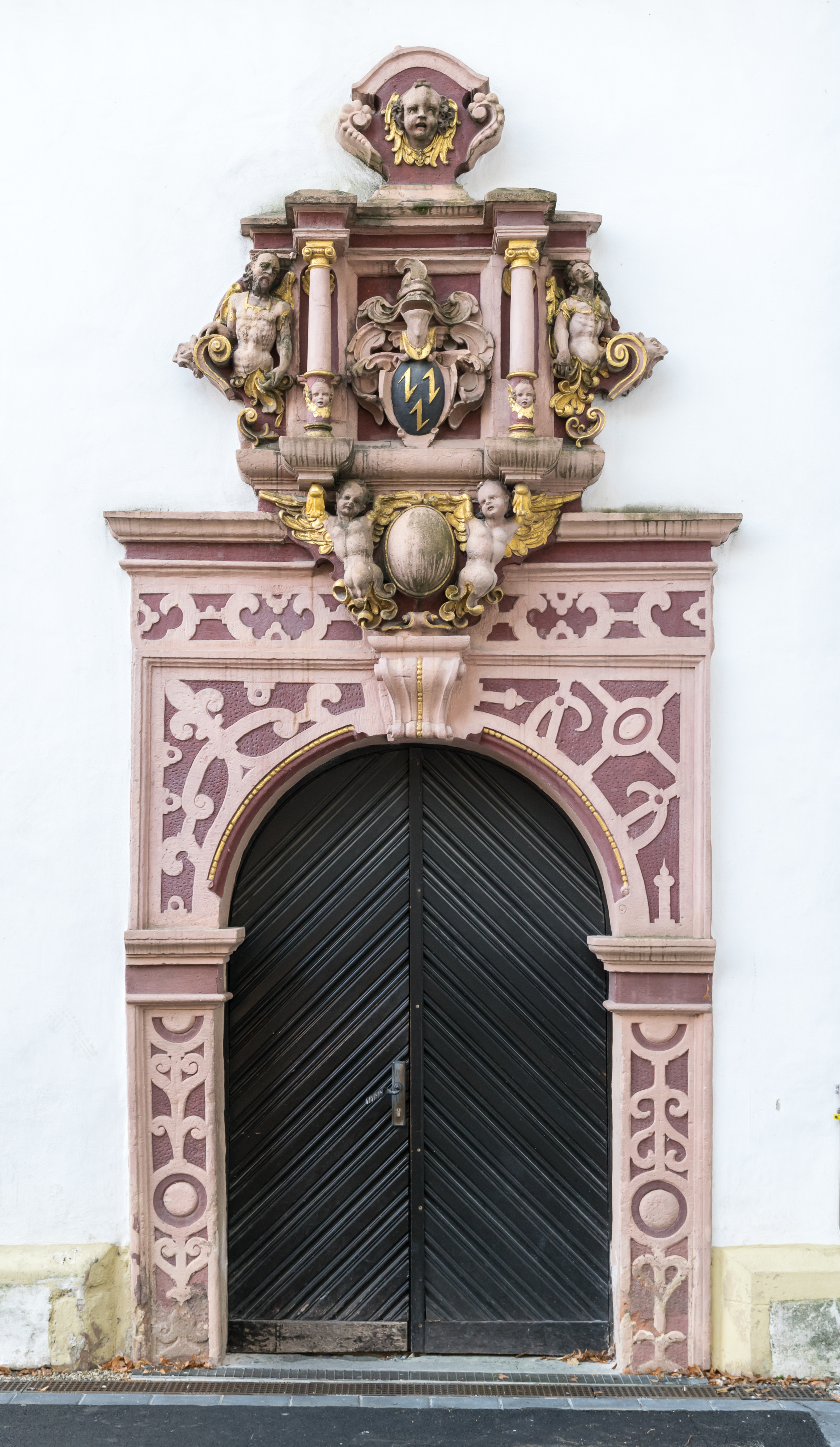
Portal des Treppenturms des Theodorianums

Bereits im Jahre 1577 war er Domherr in Paderborn und wurde hier Domdechant und 1589 Dompropst. In Münster wurde er am 2. Februar 1581 durch Bernhard von Westerholt für eine Dompräbende präsentiert. Am 21. Juli des Jahres erhielt er die Präbende des verstorbenen Domherrn Bernhard Morrien. Am 10. März 1625 verzichtete er auf diese Pfründe. In Paderborn blieb er bis zu seinem Tode im Amt und im Besitz der Pfründe.
In Paderborn stiftete er den südlichen Treppenturm des Theodorianums.